# گونار آسپلوند
اریک گونار آسپلوند (سوئدی: Erik Gunnar Asplund؛ زادهٔ ۲۲ سپتامبر ۱۸۸۵ - درگذشتهٔ ۲۰ اکتبر ۱۹۴۰) معمار سوئدی بود که بیشتر به عنوان نمایندهٔ کلیدی کلاسیک‌گرایی نوردیک در دههٔ ۱۹۲۰ شناخته می‌شود. در این زمان، او از طرفداران اصلی سبک مدرنیستی بود که در نمایشگاه بین‌المللی استکهلم (۱۹۳۰) در سوئد به موفقیت چشمگیری دست یافت. آسپلوند از سال ۱۹۳۱ در مؤسسه سلطنتی فناوری کی‌تی‌اچ استاد معماری بود. انتصاب او با سخنرانی‌ای همراه بود که بعدها با عنوان «مفهوم معماری ما از فضا» منتشر شد. گورستان جنگل در گورستان جنوبی استکهلم، یکی از بهترین آثار او و یکی از شاهکارهای معماری مدرن به‌شمار می‌رود.